# 徐宝陞
徐宝陞（1912年—2007年），曾用名徐廼霆，男，山东昌邑人，中国冶金机械专家，曾任北京钢铁学院教授、博士生导师。